# 第1戦闘工兵大隊
第1戦闘工兵大隊（だい1せんとうこうへいだいたい、英: USMC 1st Combat Engineer Battalion）は、アメリカ合衆国カリフォルニア州キャンプ・ペンドルトンに駐屯する、第1海兵遠征軍隷下のアメリカ海兵隊の工兵大隊である。

## 部隊編成
- 大隊本部
- 本部中隊
- 工兵支援中隊
- アルファ中隊
- ブラヴォ中隊
- チャーリー中隊
- デルタ中隊